# Lionel Rogg
Lionel Rogg (ur. 21 kwietnia 1936 w Genewie) – szwajcarski organista i klawesynista.

## Życiorys
Studiował w konserwatorium w Genewie u Charles’a Chaix (harmonia, kontrapunkt, kompozycja), Pierre’a Segonda (organy) oraz André Perreta i Nikity Magaloffa (fortepian). Uzupełniające studia w zakresie gry na organach odbył w Paryżu u André Marchala. W 1959 roku zdobył II nagrodę w konkursie organowym organizowanym przez ARD w Monachium. Światowy rozgłos zdobył serią koncertów w Genewie w 1961 roku, w trakcie których wykonał wszystkie dzieła organowe J.S. Bacha. Koncertował w Europie, Ameryce Północnej i Południowej, Japonii oraz Australii jako organista i klawesynista. Od 1960 roku wykładał w konserwatorium genewskim, prowadził też kursy mistrzowskie w Wielkiej Brytanii, Włoszech i Stanach Zjednoczonych. W 1989 roku otrzymał tytuł doktora honoris causa Uniwersytetu w Genewie.
Prezentował szeroki repertuar, obejmujący zarówno dzieła dawne (Johann Sebastian Bach, Dietrich Buxtehude), jak i współczesne (Paul Hindemith, György Ligeti). Dokonał transkrypcji na organy VIII Symfonii Antona Brucknera. Dokonał licznych nagrań płytowych dla wytwórni Harmonia Mundi. Za nagranie wszystkich dzieł organowych Buxtehudego otrzymał w 1980 roku Deutscher Schallplattenpreis.
Zajmował się także komponowaniem, napisał m.in. Koncert organowy, Missa Breves na chór i orkiestrę, utwory wokalne i fortepianowe.